# Baiomys musculus
Baiomys musculus è una specie di roditore della famiglia Cricetidae. 
Si trova in Guatemala, El Salvador, Honduras, Messico e Nicaragua.